# Associazione Sportiva Dilettantistica Mozzanica 2014-2015
Questa voce raccoglie le informazioni riguardanti l'Associazione Sportiva Dilettantistica Mozzanica nelle competizioni ufficiali della stagione 2014-2015.

## Rosa
Aggiornata al 9 maggio 2015
| N. |                   | Ruolo | Calciatrice        |
| -- | ----------------- | ----- | ------------------ |
|    | Italia (bandiera) | P     | Alessia Gritti     |
|    | Italia (bandiera) | P     | Alessia Capelletti |
|    | Italia (bandiera) | P     | Chiara Vignati     |
|    | Italia (bandiera) | D     | Jenny Dossi        |
|    | Italia (bandiera) | D     | Alida Pernigoni    |
|    | Italia (bandiera) | D     | Giulia Rizzon      |
|    | Italia (bandiera) | D     | Viviana Schiavi    |
|    | Italia (bandiera) | D     | Giorgia Spinelli   |
|    | Italia (bandiera) | D     | Francesca Tonani   |
|    | Italia (bandiera) | C     | Viola Brambilla    |
|    | Italia (bandiera) | C     | Marina Cervi       |
|    | Italia (bandiera) | C     | Nicole Garavelli   |

| N. |                   | Ruolo | Calciatrice        |
| -- | ----------------- | ----- | ------------------ |
|    | Italia (bandiera) | C     | Angela Locatelli   |
|    | Italia (bandiera) | C     | Claudia Mauri      |
|    | Italia (bandiera) | C     | Silvia Piva        |
|    | Italia (bandiera) | C     | Andrea Scarpellini |
|    | Italia (bandiera) | C     | Daniela Stracchi   |
|    | Italia (bandiera) | A     | Michela Cambiaghi  |
|    | Italia (bandiera) | A     | Giulia Fusar Poli  |
|    | Italia (bandiera) | A     | Valentina Giacinti |
|    | Italia (bandiera) | A     | Sandy Iannella     |
|    | Italia (bandiera) | A     | Marta Mason        |
|    | Italia (bandiera) | A     | Penelope Riboldi   |

## Risultati

### Serie A

#### Girone di andata
| Arbitro: | Stefano Belfiore (Parma) |

|                             |           |             |
| Mason 18’, 28’ Giacinti 82’ | Marcatori | 52’ Brumana |

| Arbitro: | Marco Bodini (Verona) |

|  |           |               |
|  | Marcatori | 81’ Cambiaghi |

| Arbitro: | Giuseppe Repace (Perugia) |

|                                                  |           |                       |
| Salvatori Rinaldi 9’ Razzolini 21’ Del Prete 86’ | Marcatori | 3’ Giacinti 58’ Mason |

| Arbitro: | Tommaso Betta (Bolzano) |

|                                          |           |  |
| Mason 2’ Iannella 14’ Cambiaghi 65’, 82’ | Marcatori |  |

| Arbitro: | Niccolò Panozzo (Castelfranco Veneto) |

|  |           |                        |
|  | Marcatori | 68’ Mason 74’ Iannella |

| Arbitro: | Alain Bontadi (Trento) |

|                            |           |  |
| Iannella 18’ Cambiaghi 72’ | Marcatori |  |

| Arbitro: | Michele Bernardini (Genova) |

|             |           |                                   |
| Cobelli 71’ | Marcatori | 61’ Iannella 74’, 86’ Scarpellini |

| Arbitro: | Kumara (Verona) |

|                                |           |  |
| Tonani 36’ Iannella 46’ (rig.) | Marcatori |  |

| Arbitro: | Mattia Barbolini (Modena) |

|  |           |                                                                        |
|  | Marcatori | 17’, 49’ Mason 35’, 53’ Iannella 51’ Giacinti 68’ Stracchi 80’ Schiavi |

| Arbitro: | Alessandro Di Graci (Como) |

|  |           |                    |
|  | Marcatori | 45’ (rig.) Girelli |

| Arbitro: | Matteo Mattera (Roma) |

|                         |           |              |
| Marujo 54’ Piacezzi 72’ | Marcatori | 87’ Giacinti |

| Arbitro: | Paolo Messaggi (Crema) |

|                           |           |                        |
| Giacinti 48’ Iannella 53’ | Marcatori | 10’ Bonetti 86’ Panico |

| Bitetto 24 gennaio 2015 13ª giornata | Pink Sport Time | 0 – 0 referto | Mozzanica | Campo Comunale Sportivo\| Arbitro: \| Contini \| |
| Arbitro:                             | Contini         |               |           |                                                  |

#### Girone di ritorno
| Arbitro: | Stefano Belfiore (Parma) |

|             |           |                   |
| Tuttino 10’ | Marcatori | 78’, 80’ Giacinti |

| Arbitro: | Riccardo Dell'Oca (Como) |

|                          |           |  |
| Iannella 8’ Giacinti 83’ | Marcatori |  |

| Arbitro: | Pierpaolo Loffredo (Torino) |

|            |           |  |
| Tonani 73’ | Marcatori |  |

| Arbitro: | Paride Tremolada (Monza) |

|  |           |                                                       |
|  | Marcatori | 1’ Mauri 7’, 85’ Giacinti 27’, 62’ Iannella 89’ Cervi |

| Arbitro: | Alessandro Di Graci (Como) |

|                                                   |           |  |
| Scarpellini 1’ Mauri 3’ Stracchi 86’ Iannella 87’ | Marcatori |  |

| Arbitro: | Alain Bontadi (Trento) |

|                 |           |  |
| Pirone 50’, 72’ | Marcatori |  |

| Arbitro: | Mauro Bracconi (Brescia) |

|                             |           |            |
| Giacinti 14’, 24’, 65’, 67’ | Marcatori | 92’ Sodini |

| Arbitro: | Carmine (Bologna) |

|  |           |                            |
|  | Marcatori | 47’ Iannella 93’ Cambiaghi |

| Arbitro: | Ludwig Raus (Brescia) |

|                         |           |  |
| Mason 75’ Cambiaghi 94’ | Marcatori |  |

| Arbitro: | Tremolada (Monza) |

|                         |           |              |
| Girelli 8’ Sabatino 43’ | Marcatori | 85’ Giacinti |

| Arbitro: | Riccardo Dell'Oca (Como) |

|                                     |           |                  |
| Giacinti 34’, 67’, 76’ Iannella 42’ | Marcatori | 55’, 81’ Bartoli |

| Arbitro: | Alain Bontadi (Trento) |

|                |           |  |
| Di Criscio 69’ | Marcatori |  |

| Arbitro: | Caldera |

|                               |           |  |
| Giacinti 53’, 55’ (rig.), 67’ | Marcatori |  |

### Coppa Italia

#### Primo turno eliminatorio

##### Gara 10
| Arbitro: | Ponso (Bassano del Grappa) |

|  |           |                                     |
|  | Marcatori | 17’ Giacinti 34’ Mauri 64’ Stracchi |

| Arbitro: | Croce (Novara) |

|                       |           |  |
| Mason 4’ Giacinti 86’ | Marcatori |  |

#### Sedicesimi di finale
| Arbitro: | Bergamin (Castelfranco Veneto) |

|  |           |                   |
|  | Marcatori | 39’, 55’ Giacinti |

#### Ottavi di finale
| Arbitro: | Fele (Nuoro) |

|          |           |                                             |
| Tona 21’ | Marcatori | 12’ Mason 42’, 74’ Scarpellini 89’ Giacinti |

#### Quarti di finale
| Mozzanica 4 aprile 2015                        | Mozzanica | 1 – 0 referto | AGSM Verona | Stadio Comunale |
| \| \| \| \| \| Giacinti 57’ \| Marcatori \| \| |           |               |             |                 |
|                                                |           |               |             |                 |
| Giacinti 57’                                   | Marcatori |               |             |                 |

#### Semifinali
| Arbitro: | Emilio Zanotti (Pavia) |

|                                                |           |  |
| Bonansea 8’, 19’ Girelli 11’, 49’ Sabatino 73’ | Marcatori |  |

## Statistiche dei giocatori
Presenze e reti.
| Giocatore      | Serie A  | Serie A | Serie A     | Serie A    | Coppa Italia | Coppa Italia | Coppa Italia | Coppa Italia | Totale   | Totale | Totale      | Totale     |
| Giocatore      | Presenze | Reti    | Ammonizioni | Espulsioni | Presenze     | Reti         | Ammonizioni  | Espulsioni   | Presenze | Reti   | Ammonizioni | Espulsioni |
| -------------- | -------- | ------- | ----------- | ---------- | ------------ | ------------ | ------------ | ------------ | -------- | ------ | ----------- | ---------- |
| V. Brambilla   | 16       | 0       | 1           | 0          | 0            | 0            | 0            | 0            | 16       | 0      | 1           | 0          |
| M. Cambiaghi   | 20       | 6       | 1           | 0          | 0            | 0            | 0            | 0            | 20       | 6      | 1           | 0          |
| A. Capelletti  | 0        | 0       | 0           | 0          | 0            | 0            | 0            | 0            | 0        | 0      | 0           | 0          |
| M. Cervi       | 5        | 1       | 0           | 0          | 0            | 0            | 0            | 0            | 5        | 1      | 0           | 0          |
| J. Dossi       | 12       | 0       | 0           | 0          | 0            | 0            | 0            | 0            | 12       | 0      | 0           | 0          |
| G. Fusar Poli  | 7        | 0       | 0           | 0          | 0            | 0            | 0            | 0            | 7        | 0      | 0           | 0          |
| N. Garavelli   | 7        | 0       | 0           | 0          | 0            | 0            | 0            | 0            | 7        | 0      | 0           | 0          |
| V. Giacinti    | 26       | 21      | 2           | 0          | 6            | 6            | 0            | 0            | 32       | 27     | 2           | 0          |
| A. Gritti      | 26       | -19     | 1           | 0          | 0            | 0            | 0            | 0            | 26       | -19    | 1           | 0          |
| S. Iannella    | 25       | 14      | 1           | 0          | 0            | 0            | 0            | 0            | 25       | 14     | 1           | 0          |
| A. Locatelli   | 26       | 0       | 2           | 0          | 0            | 0            | 0            | 0            | 26       | 0      | 2           | 0          |
| M. Mason       | 13       | 8       | 0           | 0          | 0            | 2            | 0            | 0            | 13       | 10     | 0           | 0          |
| C. Mauri       | 20       | 2       | 3           | 0          | 0            | 1            | 0            | 0            | 20       | 3      | 3           | 0          |
| A. Pernigoni   | 3        | 0       | 0           | 0          | 0            | 0            | 0            | 0            | 3        | 0      | 0           | 0          |
| S. Piva        | 14       | 0       | 1           | 0          | 0            | 0            | 0            | 0            | 14       | 0      | 1           | 0          |
| P. Riboldi     | 21       | 0       | 2           | 0          | 0            | 0            | 0            | 0            | 21       | 0      | 2           | 0          |
| G. Rizzon      | 14       | 0       | 2           | 0          | 0            | 0            | 0            | 0            | 14       | 0      | 2           | 0          |
| A. Scarpellini | 26       | 3       | 3           | 0          | 0            | 2            | 0            | 0            | 26       | 5      | 3           | 0          |
| V. Schiavi     | 24       | 1       | 3           | 1          | 0            | 0            | 0            | 0            | 24       | 1      | 3           | 1          |
| G. Spinelli    | 1        | 0       | 0           | 0          | 0            | 0            | 0            | 0            | 1        | 0      | 0           | 0          |
| D. Stracchi    | 26       | 2       | 0           | 0          | 0            | 1            | 0            | 0            | 26       | 3      | 0           | 0          |
| F. Tonani      | 24       | 2       | 2           | 0          | 0            | 0            | 0            | 0            | 24       | 2      | 2           | 0          |
| C. Vignati     | 0        | 0       | 0           | 0          | 0            | 0            | 0            | 0            | 0        | 0      | 0           | 0          |